# جيمس بف
جيمس بف (بالإنجليزية: James Pugh)‏ هو لاعب كرة قدم بريطاني (وحمل سابقاً جنسية المملكة المتحدة لبريطانيا العظمى وأيرلندا) في مركز الدفاع، ولد في 1891م في هيرفورد في المملكة المتحدة. لعب مع مانشستر يونايتد ونادي ريكسهام ونادي لوتون تاون ونادي ليتون أورينت وBridgend Town A.F.C. ‏.